# 祝良
祝良（?—?），长沙人，东汉官员。
太尉庞参的后妻忌恨前妻的儿子，将其投入井中杀害，洛阳县令祝良上奏弹劾庞参有罪。阳嘉二年（133年）七月二十，庞参以天灾而被免官。后来任并州刺史。永和三年（138年），交趾刺史部的区怜反汉，李固推荐祝良，勇敢果断；前往交趾郡任职。汉顺帝任命祝良为九真郡太守。祝良到九真郡之后，单独乘车进入叛军大营，用威信进行招抚，叛军投降的有数万人，他们一起为祝良修筑郡太守府的官舍。祝良被任命凉州刺史上任后，对贪官污吏多有举发和惩处，太守和县令、县长，受到贬谪和撤职的将近半数，任职不到一年，功绩和效果卓著。延熹元年（158年），京兆尹、度辽将军陈龟对他推荐。